# Ludwig Mond

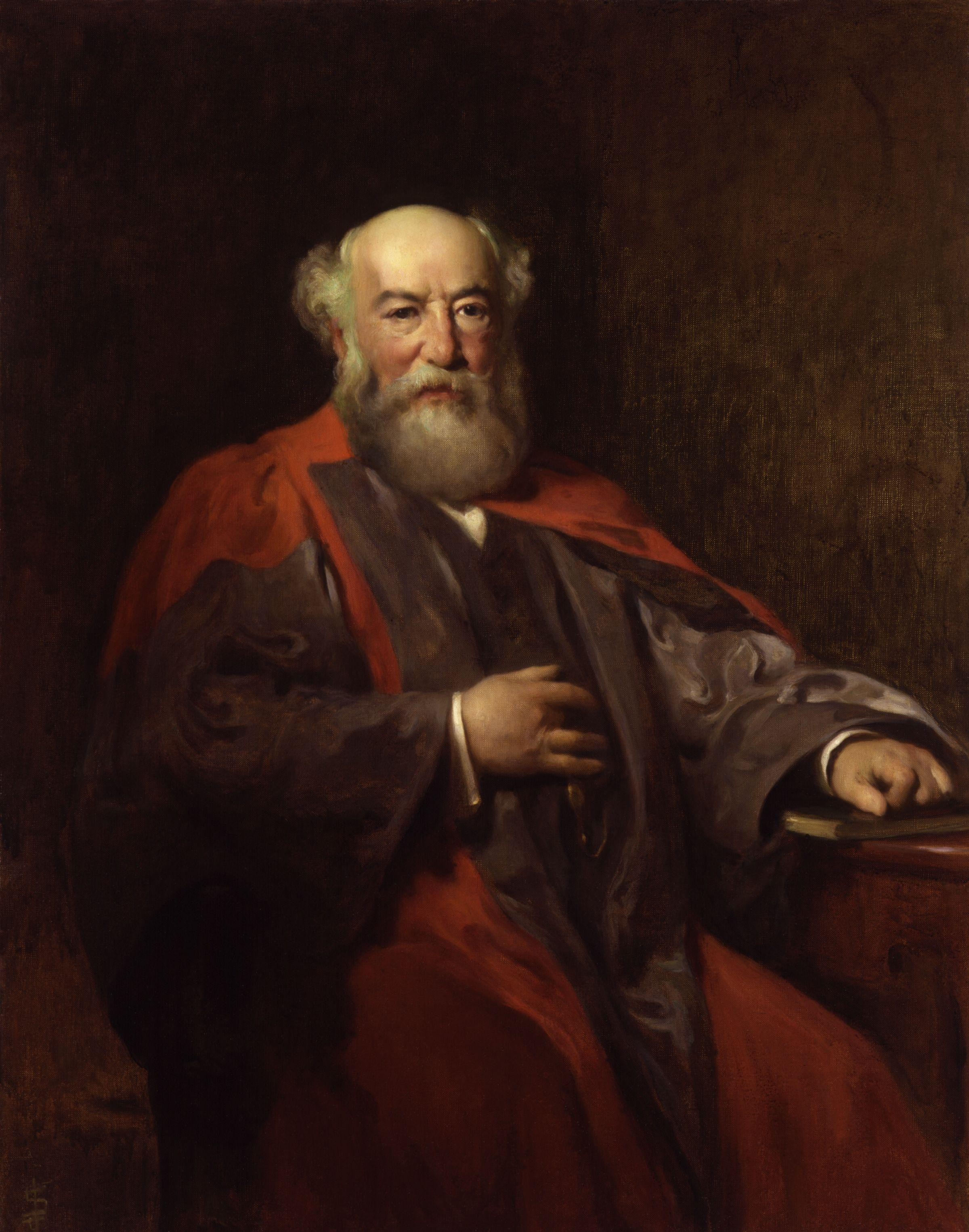
Ludwig Mond, ritratto di Solomon Joseph Solomon, 1909 circa

Ludwig Mond (Kassel, 7 marzo 1839 – Londra, 11 dicembre 1909) è stato un chimico e industriale britannico di origini tedesche, nato in una famiglia di ebrei di Kassel.

## Biografia
Mond frequentò le università di Marburgo e di Heidelberg per studiare chimica, e quindi si trasferì in Inghilterra nel 1862. Il suo primo grande lavoro consistette nello sviluppo di un metodo per recuperare lo zolfo dai sottoprodotti del processo Leblanc, metodica industriale di sintesi della soda utilizzata nel XIX secolo.
Nel 1873 si unì a John Brunner per costituire la Brunner, Mond e Company per produrre soda utilizzando il processo Solvay. Mond risolse alcune problematiche relative al processo Solvay che ne rendevano difficoltosa l'applicazione a livello industriale e, nel 1880, lo rese ufficialmente una metodica pratica per la sintesi su vasta scala.
Mond scoprì anche il tetracarbonilnichel, che permise di ottenere nichel puro dai relativi minerali tramite il processo Mond. Fondò la Mond Nickel Company con l'intenzione di sfruttare questa scoperta, utilizzando le miniere di nichel del Canada e attuando le operazioni di raffinamento nel Galles.
È stato nominato membro della Royal Society nel 1891. Ha destinato per testamento la sua collezione pittorica al British Museum di Londra.
Era padre di Alfred Mond, barone Melchett, politico e industriale britannico.